# SS-Julleuchter
SS-Julleuchter var i Tredje riket en gåva i form av en ljusstake som utdelades av Reichsführer-SS Heinrich Himmler till SS-medlemmar. SS-Julleuchter tillverkades av porslinsfirman Allach.

### Webbkällor
- ”Porzellan Allach SS Julleuchter” (på tyska). NS-Kunst und Kultur des Dritten Reiches. Arkiverad från originalet den 2 januari 2013. https://www.webcitation.org/6DNYf7Q5z?url=http://www.ns-kunst.com/porzellan-allach-ss-julleuchter/. Läst 1 januari 2013.